# Pilar Lamadrid
Pilar Lamadrid Trueba (Sevilla, 12 de diciembre de 1996) es una deportista española que compite en vela en la clase iQFoil.
Ganó la medalla de oro en la Semana Olímpica de Andalucía de 2021 y la medalla de plata en el Trofeo Su Alteza Real Princesa Sofía de 2022. 
Participó en los Juegos Olímpicos de París 2024, ocupando el decimoquinto lugar en la clase iQFoil.
Estudió el grado en Fisioterapia en la Universidad de Cádiz.